# Величкин, Дмитрий Валентинович
Дмитрий Валентинович Величкин (род. 4 мая 1959 года, Москва, СССР) — российский архитектор. Член-корреспондент РААСН (2017 г.), заслуженный архитектор Российской Федерации (2005 г.), Вице-президент Союза Московских Архитекторов СМА, Профессор МАрхИ, руководитель Архитектурной студии «Архитектурно-художественные мастерские архитекторов Величкина и Голованова». Автор ряда частных интерьеров и архитектурных объектов в России и других странах. Участник многочисленных российских и международных конкурсов, в том числе «Арх Москва», «Зодчество». Величкин известен, в основном, своими проектами частных интерьеров.

## Биография
Величкин Дмитрий Валентинович родился в Москве в 4 мая 1959 года.
Родители — Величкин Валентин Тимофеевич родился в Москве в 1925 году, участник ВОВ, кавалер орденов и медалей, чемпион СССР по радиоспорту.
Величкина Валентина Алексеевна родилась в 1929 году, домохозяйка.
В 1983 году окончил МАрхИ, получил диплом с «отличием».
С 1983 г. работал в МАрхИ в должности ассистента на кафедре «Архитектура жилых зданий».
В 1988 году окончил аспирантуру МАрхИ под руководством профессора Бархина Б. Г.
В 1988 году вместе с Головановым Николаем Николаевичем создал архитектурную студию «Архитектурно-художественные мастерские Величкина и Голованова».
В 1998 году вместе с рядом других архитекторов выступил с инициативой воссоздания Московского архитектурного общества.
Автор монографий «Архитектурно-художественных мастерских Величкина и Голованова»: «Городская квартира»(2004 г.) и «Загородный особняк» (2006 г.).
Преподаёт в МАрхИ на кафедре «Архитектура жилых зданий» в должности профессора. Под его руководством подготовлено более 200 архитекторов, среди которых 2 золотых медалиста. Дипломные проекты и проекты бакалавров, выполненные под его руководством, отмечены наградами на Международных смотрах конкурсах лучших дипломных проектов, дипломами Союза архитекторов РФ, фестиваля «Зодчество».
В течение многих лет Величкин Д. В. совмещает проектную работу с преподавательской деятельностью, общественной работой в Союзе архитекторов Российской Федерации, СРО НП «ГАРХИ» (Ассоциация «ГАРХИ»). Почетный председатель Московского Архитектурного общества (МАО). Он является членом комиссии по наградам, вице президентом Союза московских архитекторов. Многократным членом жюри смотра — конкурса «Золотое сечение», экспертом проводимых при содействии Союза архитекторов конкурсов, председателем дисциплинарной комиссии СРО НП ГАРХИ(Ассоциация «ГАРХИ»).

## Основные работы

### Архитектура
Здание Экспериментального Творческого центра в Москве (Вспольный пер. 21) (реализация);
Жилой дом («Андреевский») на 2-й Фрунзенской ул. В Москве (реализация);
Жилой комплекс «Кристалл» на ул. Гоголя в г. Казани (реализация);
Апарт-отель («Европейский») на ул. Подлужная в г. Казани (реализация);
Офисное здание компании «ТАИФ» на ул. Щапова в Казани (реализация).
В частности построено около 200 частных домов, резиденций, усадеб.

### Интерьеры
За 30 летний период работы, после окончания института реализовано около 300 интерьеров, квартир, офисов, ресторанов, спортивных сооружений.

## Награды
Лауреат Международных, Всесоюзных и Всероссийских смотров-конкурсов лучших архитектурных произведений.
2013
- Диплом номинанта Открытого Всероссийского конкурса «Interia Awards 2013» за проект интерьеров загородного дома в Ленинградской области;
- Диплом номинанта Открытого Всероссийского конкурса «Interia Awards 2013» за проект интерьеров загородного дома в Московской области;
- Диплом (МООСАО) на международном смотре-конкурсе в Санкт-Петербурге за руководство выпускными проектами, выполненными студентами МАРХИ в 2013 году.

2012
- Диплом за победу в Архитектурном Конкурсе на проектирование жилья в районе «Технопарк» ИЦ «Сколково»[7].
- Награждён Медалью СА РФ им Баженова «За высокое зодческое мастерство», 2009 г. и Медалью СА РФ им. Жолтовского «За выдающийся вклад в архитектурное образование»

2011
- Диплом архитектурно-строительной премии «Дом года/Best Building Awards» за постройку "ЖК «Кристалл» в г. Казань.

2010
- Диплом смотра «Качественная Архитектура» за лучший объект "ЖК «Кристалл» в г. Казань.

2009
- Бронзовый Диплом фестиваля «Зодчество» за постройку "ЖК «Кристалл» в г. Казань, 2009 г.

2007
- Приз Общественного жюри за проект виллы «Либерти», созданный совместно с Николаем Головановым и Вячеславом Виноградовым.

2005
- «Архип 2005» — номинант на премию «Интерьер квартиры».

2003
- «Архип 2003» — номинант на премию «Интерьер квартиры».

1988
- «Острова Диамиды», 1988 г., US (первая премия российского тура);
- «Музей архитектуры», 1988 г., JA, Япония (вторая премия)

1987
- «Лучший проект года», 1987 г., Архпроект СССР (первая премия);
- «Театральный комплекс в реальной градостроительной ситуации», 1987 г., Россия (первая премия)

1986
- «Жилище сегодня», 1986 г., AD, Великобритания (поощрительная премия)

1985
- «Малые формы города», 1985 г., Россия (третья премия)

1984
- «Жилище будущего», 1984 г. (премия национального тура)

1983
- «Музей скульптуры», 1983 г., JA, Япония (вторая премия);
- «Жилье для стран третьего мира», 1983 г., ЮНЕСКО (поощрительная премия).[8]